# Germano Zaccheo
Germano Zaccheo (* 16. August 1934 in Cannobio, Provinz Verbano-Cusio-Ossola; † 20. November 2007 in Fátima, Portugal) war ein italienischer Geistlicher und römisch-katholischer Bischof von Casale Monferrato.

## Leben
Germano Zaccheo empfing am 29. Juni 1958 das Sakrament der Priesterweihe. Er war ab 1969 Rektor des diözesanen Priesterseminars. 1974 wurde er Bischofsvikar für die Laienarbeit und 1987 Generalvikar im Bistum Novara.
1995 wurde er von Papst Johannes Paul II. zum Bischof von Casale Monferrato ernannt. Die Bischofsweihe spendete ihm der Bischof von Novara, Renato Corti, am 16. September 1995. Mitkonsekratoren waren der Altbischof von Novara, Aldo Del Monte, und der Altbischof von Casale Monferrato Carlo Cavalla.
Er war Mitglied des Päpstlichen Rats für Gerechtigkeit und Frieden sowie Vorsitzender des Finanzausschusses der Italienischen Bischofskonferenz.
Bischof Zaccheo starb auf einer Pilgerreise in Fátima, Portugal.

## Schriften
- Germano Zaccheo: Approdi. Itinerario poetico e spirituale lungo le rive del lago Maggiore. Interlinea 1994, ISBN 8886121393
- Germano Zaccheo, Carlo Carena, Romano Broggini: Via crucis: Mauro Maulini, Ivo Soldini. Interlinea 1994, ISBN 8886121474
- Germano Zaccheo: Segni. Chiesa, comunicazione e cultura. Interlinea 1995, ISBN 8886121873
- Germano Zaccheo, Claudio Bernardi: I lümineri. La festa della pietà di Cannobio, Interlinea 1995, ISBN 8886121962
- Germano Zaccheo: La roccia del mio cuore è Dio, Centro Volontari Sofferenza 2005, ISBN 8884070376
- Germano Zaccheo: Piccolo libro per Avvento e Natale, 2007